# 玉山國家公園
玉山國家公園是中華民國第二座國家公園，前身為日治時期成立之新高阿里山國立公園（1937–1945）。1985年4月6日公告計畫，1985年4月10日成立管理處，總面積103,121.4公頃，涵蓋台灣本島行政區域包括南投縣、嘉義縣、高雄市、以及花蓮縣，為台灣陸域面積最大之國家公園。園區位居台灣本島中央地帶，地理位置獨特，奇峰兀立，為台灣高山少數仍保存原始風貌之地區。其間包括有台灣第一高峰，海拔3952公尺之玉山，鄰近地區崇山峻嶺，溪谷深邃，天然植被隨海拔之變化而異，由亞熱帶、溫帶以至寒帶林相次變化，野生動物遍布；以玉山為中心，垂直分布的遺址發現有石器與陶器等史前遺蹟，近代並具有清朝所建歷史遺跡八通關古道；因此，全區蘊藏許多珍貴之生態資源及人文史蹟。

## 歷史

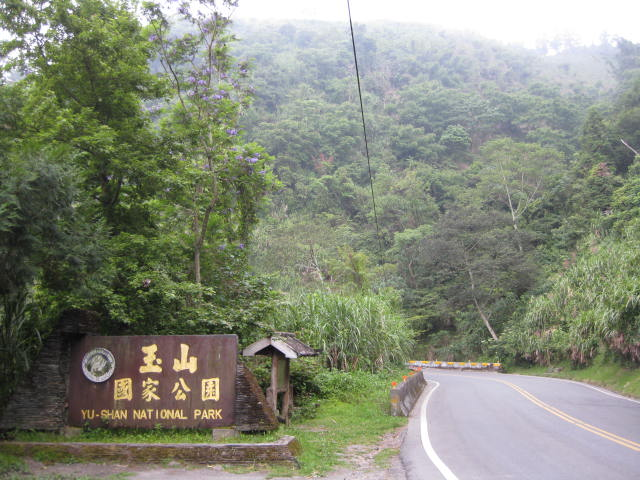
位於台21線119公里處的玉山國家公園界碑

玉山地區早於日治時期，即由台灣總督府設有國立公園委員會，指定為「新高、阿里山國立公園」預定地，1937年12月27日「新高阿里山國立公園」與「大屯國立公園」、「次高太魯閣國立公園」同時成立，但是三座國立公園因日本戰敗而廢止。
戰後不久，中華民國政府遷臺，開始著手研擬國家公園法規與設立。《國家公園法》經立法院與內政、司法等二個委員會進行聯席會議12次審查後，最後於1972年5月宣佈三讀通過，並由總統於同年6月13日公布實施。1979年3月，行政院頒布《台灣地區綜合開發計畫》，將玉山、南橫檜谷等地區指定為國家公園預定地。1983年1月1日，玉山國家公園的區域範圍於行政院第1806次院會中核定通過後，內政部開始著手邀請專家學者乃就區域內生態及人文資源之野外調查，分別對地理地形、動物、植物、遊憩及人文史蹟資源委託國立台灣大學及內政部國家公園計畫委員會審議，並積極展開區域內資源與土地使用之規劃。
1985年2月7日，玉山國家公園計畫遂經行政院於第1921次院會中核定通過，內政部公告實施。同年4月10日，成立管理處，原計畫設於塔塔加，因土地問題與台灣大學協商不斷，最後才改設於水里，並將辦公處所暫時借用於民宅。1992年2月13日，玉山國家公園管理處暨訓練中心新建工程正式動工。1995年4月11日，玉山國家公園管理處暨訓練中心落成啟用，並展開為期二天的典禮活動，結束10年來一直借用民宅做為辦公處所之歷史。玉山國家公園管理處暨訓練中心位於現今水里鄉中山路一棟外觀呈白色的大樓，依臨水溪，背倚濁水溪，門前佇立一塊岩石刻題「玉山國家公園管理處 Yushan National Park」。2012年，在玉山國家公園第三次通盤檢討中公告，將梅山地區之原住民保留地給予劃出，園區範圍由105,490公頃減至103,121.4公頃。
2023年9月26日下午，玉山國家公園管理處舉行揭牌儀式，自營建署正式改隸為國家公園署。

## 地理

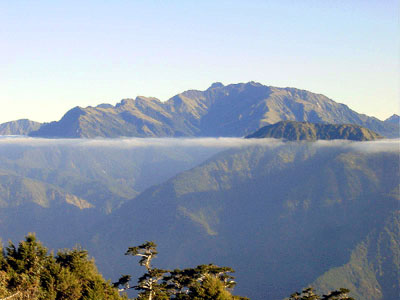
中之關步道高處景色

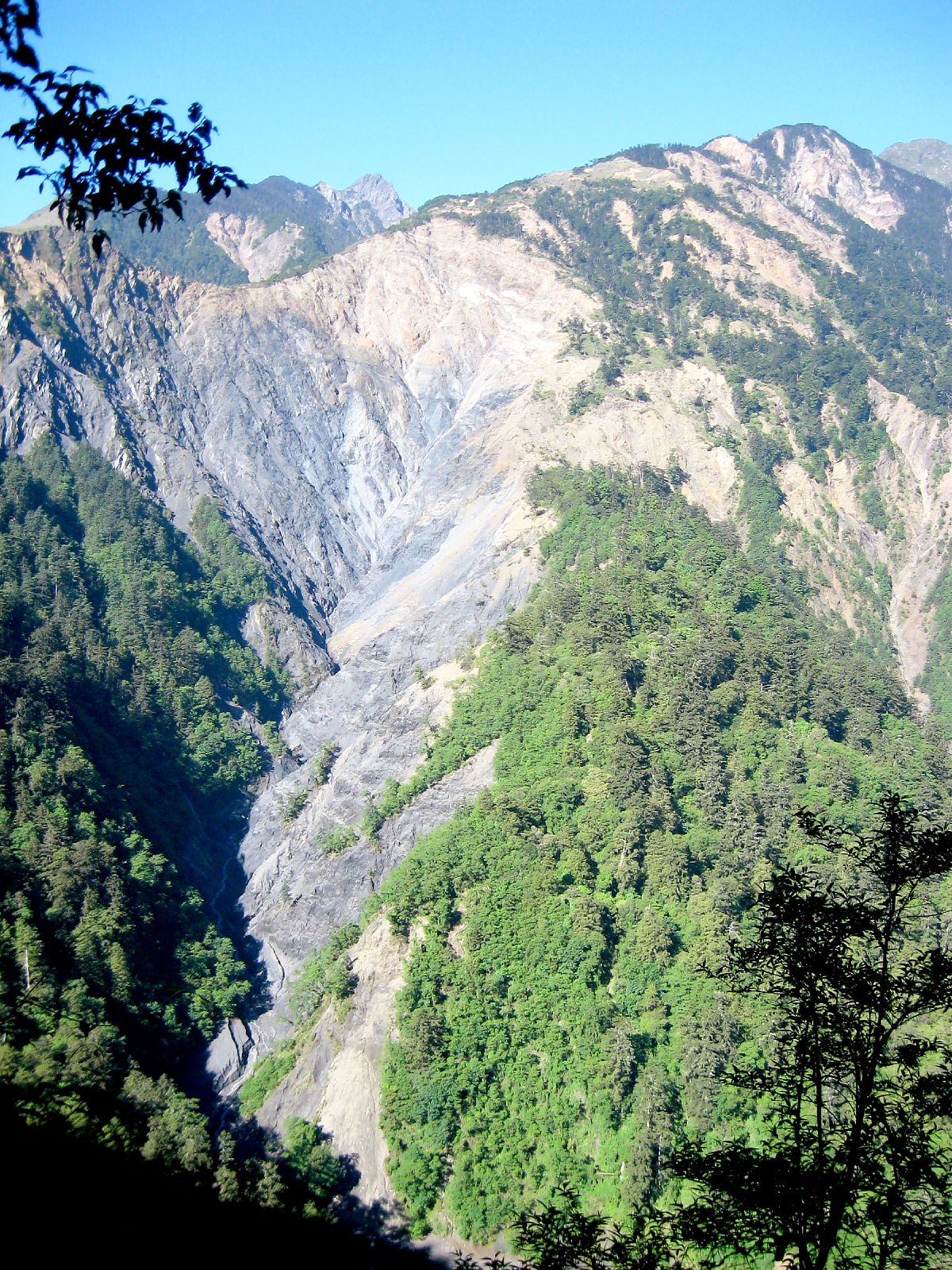
金門峒斷崖

### 範圍
玉山國家公園東起馬利加南山、喀西帕南山、玉里山主稜線，南沿新康山、三叉山後沿中央山脈至塔關山、關山，西自梅山村西側溪谷順楠溪林道西側稜線至鹿林山、同富山，北沿東埔村1 鄰北側溪谷至郡大山稜線，再順哈伊拉漏溪至馬利加南山北峰；計畫範圍內包括玉山群峰、秀姑巒山、大水窟山、塔芬山、雲峰、關山及南橫公路梅山至埡口段。
國家公園面積共103,121.4公頃，行政區包括南投縣信義鄉24,163.8公頃、嘉義縣阿里山鄉1,404公頃、高雄市桃源區34,936.9公頃、花蓮縣卓溪鄉42,616.7公頃。

### 地形
全區由海拔300餘公尺的樂樂溪河谷到3,952公尺的臺灣最高峰玉山，地形高而陡峻，3,000公尺以上地區約占全區面積12.74%，2,000公尺至3,000公尺之地區約占54.57%，有39.73%的山坡坡度達46度以上。區域範圍橫跨台灣兩大山脈：玉山山脈主要山地與中央山脈南段山地，轄區內屬於台灣百岳的名峰林立，總計共有三十座。其中，屬玉山山脈者有十一座，屬中央山脈者有十九座。
屬玉山山脈者
| - 玉山主峰（3952公尺） - 玉山東峰（3869公尺） - 玉山北峰（3858公尺） - 玉山南峰（3844公尺） | - 東小南山（3744公尺） - 玉山西峰（3467公尺） - 南玉山（3383公尺） - 八通關山（3245公尺） | - 郡大山（3265公尺） - 玉山前峰（3239公尺） - 鹿山（2981公尺） |

註：西巒大山（3081公尺）地理上雖屬玉山山脈，但位在玉山國家公園園區範圍以外。
屬中央山脈者
| - 秀姑巒山（3805公尺） - 馬博拉斯山（3785公尺） - 關山（3668公尺） - 大水窟山（3642公尺） - 向陽山（3602公尺） - 雲峰（3564公尺） - 馬利加南山（3546公尺） | - 馬西山（3448公尺） - 三叉山（3496公尺） - 南雙頭山（3356公尺） - 新康山（3331公尺） - 轆轆山（3279公尺） - 喀西帕南山（3276公尺） | - 塔關山（3222公尺） - 達芬尖山（3208公尺） - 關山嶺山（3176公尺） - 庫哈諾辛山（3116公尺） - 駒盆山中峰（3109公尺） - 塔芬山（3090公尺） |

### 水文
河流以八通關及塔塔加鞍部為分水嶺，南有荖濃溪、楠梓仙溪、拉庫音溪等高屏溪上游之主要支流，高屏溪流域的集水區占國家公園面積39%；北為陳有蘭溪、郡大溪及沙里仙溪等濁水溪上游主要支流，占全區20%。發源於中央山脈東側之樂樂溪及其支流則向東流匯入秀姑巒溪，占全區41%。

### 氣候
本區年平均降雨量約3,600毫米左右，全年降雨日數約140日，集中於5月至8月間。本園區除5到8月外，其餘各月均下霜；但因風大，除山谷外，其餘各地降霜量並不多。雪期始於10月，止於5月，在海拔2,000公尺以上地區均會下雪，冬季乾旱不明顯時，3,000公尺以上地區的積雪可達四個月。
| 玉山氣象站1981–2010年    | 玉山氣象站1981–2010年 | 玉山氣象站1981–2010年 | 玉山氣象站1981–2010年 | 玉山氣象站1981–2010年 | 玉山氣象站1981–2010年 | 玉山氣象站1981–2010年 | 玉山氣象站1981–2010年 | 玉山氣象站1981–2010年 | 玉山氣象站1981–2010年 | 玉山氣象站1981–2010年 | 玉山氣象站1981–2010年 | 玉山氣象站1981–2010年 | 玉山氣象站1981–2010年 |
| 月份                     | 1月                   | 2月                   | 3月                   | 4月                   | 5月                   | 6月                   | 7月                   | 8月                   | 9月                   | 10月                  | 11月                  | 12月                  | 全年                  |
| ------------------------ | --------------------- | --------------------- | --------------------- | --------------------- | --------------------- | --------------------- | --------------------- | --------------------- | --------------------- | --------------------- | --------------------- | --------------------- | --------------------- |
| 平均高温 °C（°F）        | 3.7 (38.7)            | 3.7 (38.7)            | 5.4 (41.7)            | 7.8 (46.0)            | 10.6 (51.1)           | 12.1 (53.8)           | 13.8 (56.8)           | 13.6 (56.5)           | 13.0 (55.4)           | 13.2 (55.8)           | 10.2 (50.4)           | 6.2 (43.2)            | 9.4 (49.0)            |
| 日均气温 °C（°F）        | −1.1 (30.0)           | −0.5 (31.1)           | 1.1 (34.0)            | 3.4 (38.1)            | 5.7 (42.3)            | 7.1 (44.8)            | 7.9 (46.2)            | 7.8 (46.0)            | 7.1 (44.8)            | 6.5 (43.7)            | 4.0 (39.2)            | 0.8 (33.4)            | 4.2 (39.6)            |
| 平均低温 °C（°F）        | −4.5 (23.9)           | −3.7 (25.3)           | −1.9 (28.6)           | 0.4 (32.7)            | 2.6 (36.7)            | 4.2 (39.6)            | 4.4 (39.9)            | 4.4 (39.9)            | 3.8 (38.8)            | 2.6 (36.7)            | 0.3 (32.5)            | −2.7 (27.1)           | 0.8 (33.4)            |
| 平均降雨量 mm（）        | 83.1 (3.27)           | 120.5 (4.74)          | 139.1 (5.48)          | 244.4 (9.62)          | 414.0 (16.30)         | 488.2 (19.22)         | 445.6 (17.54)         | 519.3 (20.44)         | 325.2 (12.80)         | 144.3 (5.68)          | 77.6 (3.06)           | 70.0 (2.76)           | 3,071.3 (120.92)      |
| 平均降雨天数（≥ 0.1 mm） | 7.2                   | 7.1                   | 8.6                   | 14.6                  | 18.5                  | 18.6                  | 17.2                  | 18.4                  | 16.0                  | 11.0                  | 7.7                   | 5.6                   | 150.5                 |
| 平均相對濕度（％）       | 64.2                  | 73.8                  | 78.5                  | 82.0                  | 80.9                  | 82.1                  | 77.0                  | 81.0                  | 79.9                  | 70.0                  | 65.5                  | 61.2                  | 74.7                  |
| 月均日照時數             | 202.4                 | 146.8                 | 150.0                 | 132.1                 | 139.7                 | 132.5                 | 177.2                 | 160.4                 | 152.3                 | 207.2                 | 203.9                 | 203.5                 | 2,008                 |
| 来源：交通部中央氣象局   |                       |                       |                       |                       |                       |                       |                       |                       |                       |                       |                       |                       |                       |

## 區劃

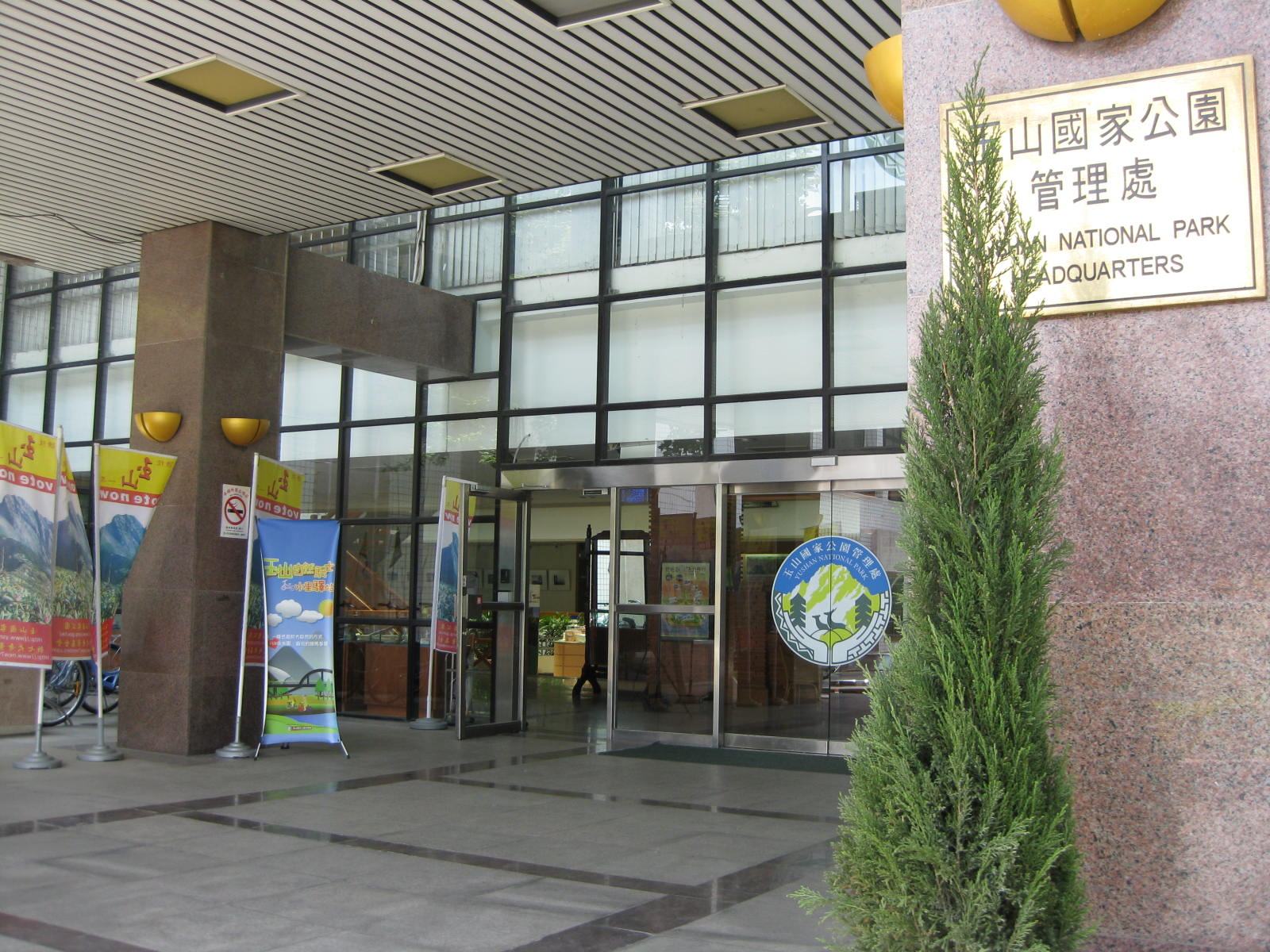
玉山國家公園管理處

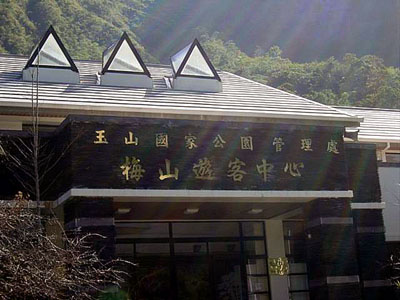
梅山遊客中心

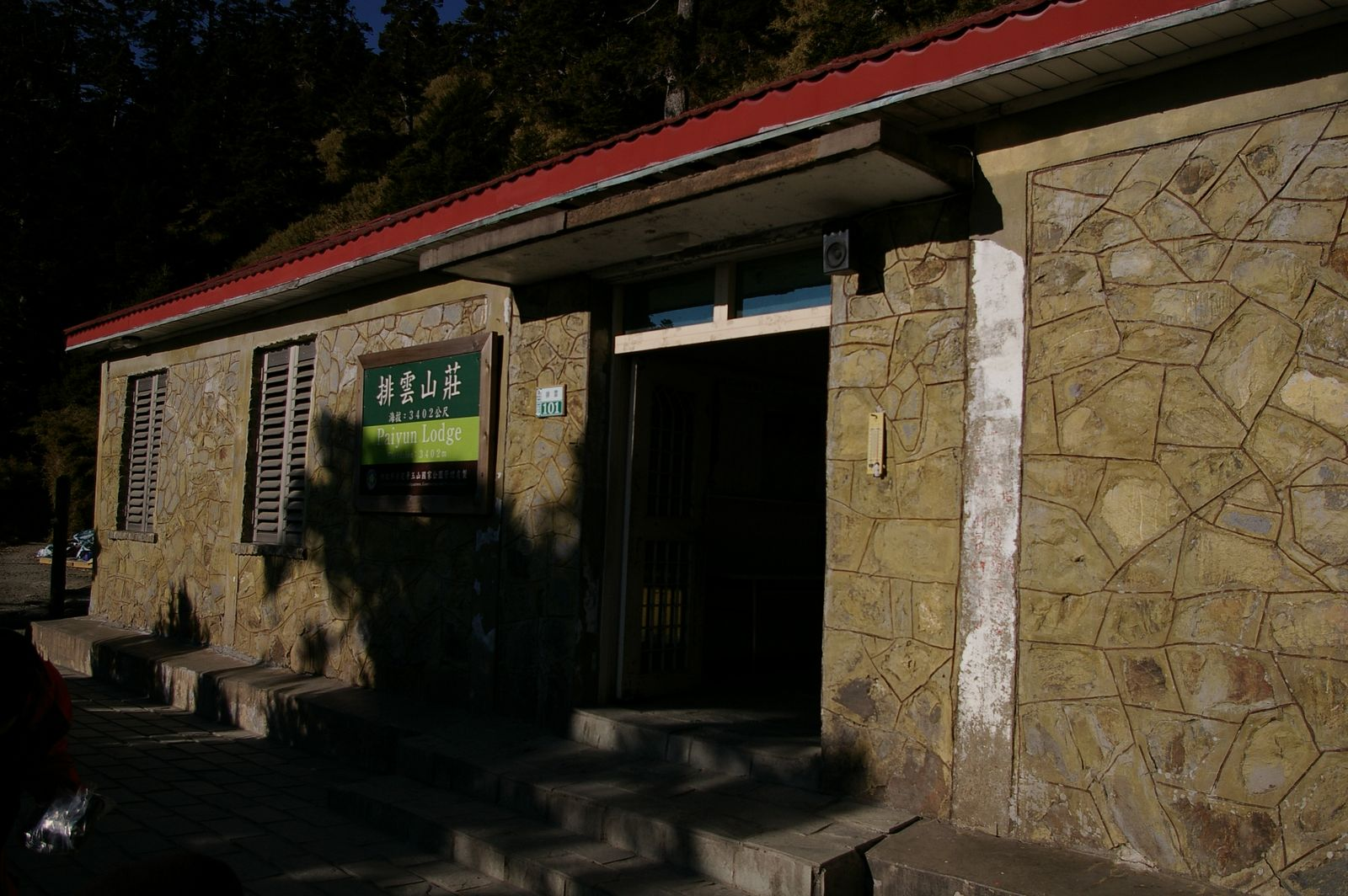
排雲山莊

農委會林務局南投、嘉義、花蓮、屏東四個林區管理處所有之土地占國家公園面積逾91%，剩餘面積分別為臺大實驗林8,328.3公頃及信義鄉東埔村1鄰的原住民保留地574.8公頃，兩者位於園區西北角，共占園區面積8.64%。
玉山國家公園區域內共有兩處列為生態保護區域，面積為73,622.34公頃，占國家公園總面積71％，含有豐富的動、植物及地形景觀資源。特殊天然景緻劃設為特別景觀區者共有九處，包括玉山群峰、秀姑巒山、達芬尖山、塔芬山、雲峰、新康山、三叉山、向陽山、關山斷崖、南橫公路沿線及日治八通關越嶺道等地。成立之初，玉山國家公園管理處將清代修築之八通關古道及其兩側遺址劃為史蹟保存區，並於園區北部的觀高、西北部的塔塔加、中部的梅蘭、西南部的天池、南部的梅山以及東部的大分則分別設置遊憩區，遂經多次調整後，梅蘭、大分等地皆已改劃為生態保護區，梅山則自園區劃出為原住民保留地，其餘仍保持不變。全區依環境資源分為西北園區、南部園區、東部園區、資源核心區等四個區塊。

### 西北園區
位於西北側，郡大林道以西及楠梓仙溪以北之地區。包括東埔、觀高、玉山及楠溪林道等。可藉台21線、台18線以及投60線進入，有觀高、塔塔加兩處遊憩區，並設有塔塔加遊客中心及排雲登山服務中心。新中橫公路沿線的夫妻樹為該區景點，東埔溫泉便在園區旁。此區另有臺灣大學實驗林以及中央大學鹿林天文台等學術研究設施。位置鄰近阿里山國家森林遊樂區。

### 南部園區
位於西南部，包括三叉山、向陽山、南橫三山、梅蘭林道及南橫公路沿線至關山埡口隧道等地區。園區西側外有梅山遊客服務中心，藉台20線南橫公路進入，有天池遊憩區，長青祠、檜谷皆在南橫沿線。

### 東部園區
位於東南側，米亞桑溪與樂樂溪連線以東地區，包括大分、瓦拉米及新康山地區。台30線僅可到達園區邊界的山風，園區外有南安遊客中心。南安瀑布、山風瀑布、佳心、喀西帕南紀念碑、黃麻溪谷、瓦拉米等多處景點位於此處。

### 資源核心區
位於計畫區東北部及中央地帶，包括郡大林道以東、郡大溪、中央山脈秀姑巒山至三叉山之間，西以荖濃溪為界、東至米亞桑溪與樂樂溪連接線。本區利用日治八通關越道路及登山步道聯絡各地，出入以登山者為主。

## 生態

### 動物
據初步調查，本園區至少有58種哺乳類，占臺灣哺乳類物種數之74％，幾乎包含所有臺灣中大型哺乳動物，尤其是臺灣野山羊、臺灣水鹿、臺灣黑熊、臺灣野豬、山羌、臺灣獼猴等為本區常見，樂樂溪流域為目前臺灣黑熊族群數量最多之區域。本園區鳥類約有191種，其中23種臺灣特有種鳥類皆可在園區發現。本區的爬蟲類與兩棲類數量較少，爬蟲類有蛇類14種，蜥蜴4種，以阿里山龜殼花、梭德氏遊蛇及斯文豪氏攀木蜥蜴等數量較多。兩棲類共發現有13種，其中有尾類有阿里山山椒魚及楚南氏山椒魚2種，均為臺灣特有種，為世界山椒魚分布帶之最南界；無尾類有11種，以盤古蟾蜍、莫氏樹蛙及褐樹蛙為臺灣特有種。園區內共紀錄有魚類4科12種，其中有臺東間爬岩鰍、高身鏟頜魚、何氏棘魞、臺灣石賓、粗首鱲為臺灣特有種。園區內昆蟲826種，蝴蝶種類達282種，約占全臺蝴蝶種類400種的70%，在東埔溫泉及塔塔加一帶有相當數量。

### 植物
玉山國家公園約87%地區為天然林，在3,600公尺以上為高山植群，內單子葉植物總計426種、雙子葉植物1,497種、裸子植物28種、蕨類植物441種、苔蘚植物177種、菌類植物147種，如:玉山杜鵑、玉山圓柏、玉山薄雪草、台灣冷杉等。

## 人文

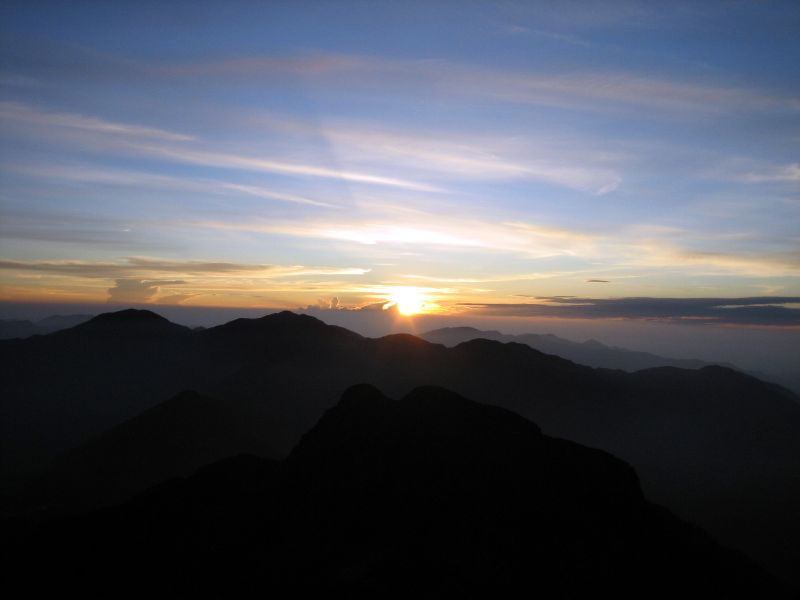
玉山日出

### 原住民
園區範圍早期為鄒族與布農族的生活領域，於陳有蘭溪流域與樂樂溪流域之瓦拉米、黃麻等遺址附近發現的石器與陶器等史前遺蹟與遺物，證明本地的人類活動至少有一千年的歷史。
目前園區內只有西北角的南投縣信義鄉東埔村1鄰有人口集中的聚落，主要為布農族聚居處，設籍約400人。園區東部的拉庫拉庫溪流域有布農族舊聚落遺址，為日治後期推行大規模集團移住而遭廢置的舊有部落，大致仍維持百年前的規模，是研究東部布農族實質環境的重要地區。此處已發現布農族舊建築群51處，建築構造物241處，遺跡成散狀分佈於海拔600至1,900公尺間的山稜上。

### 古道
1875年起開闢的八通關古道則是近代留下的開發紀錄，留有相關遺跡，指定為國家一級古蹟。日治時另修建的八通關越道路，現成為登山健行路線之一。

## 交通

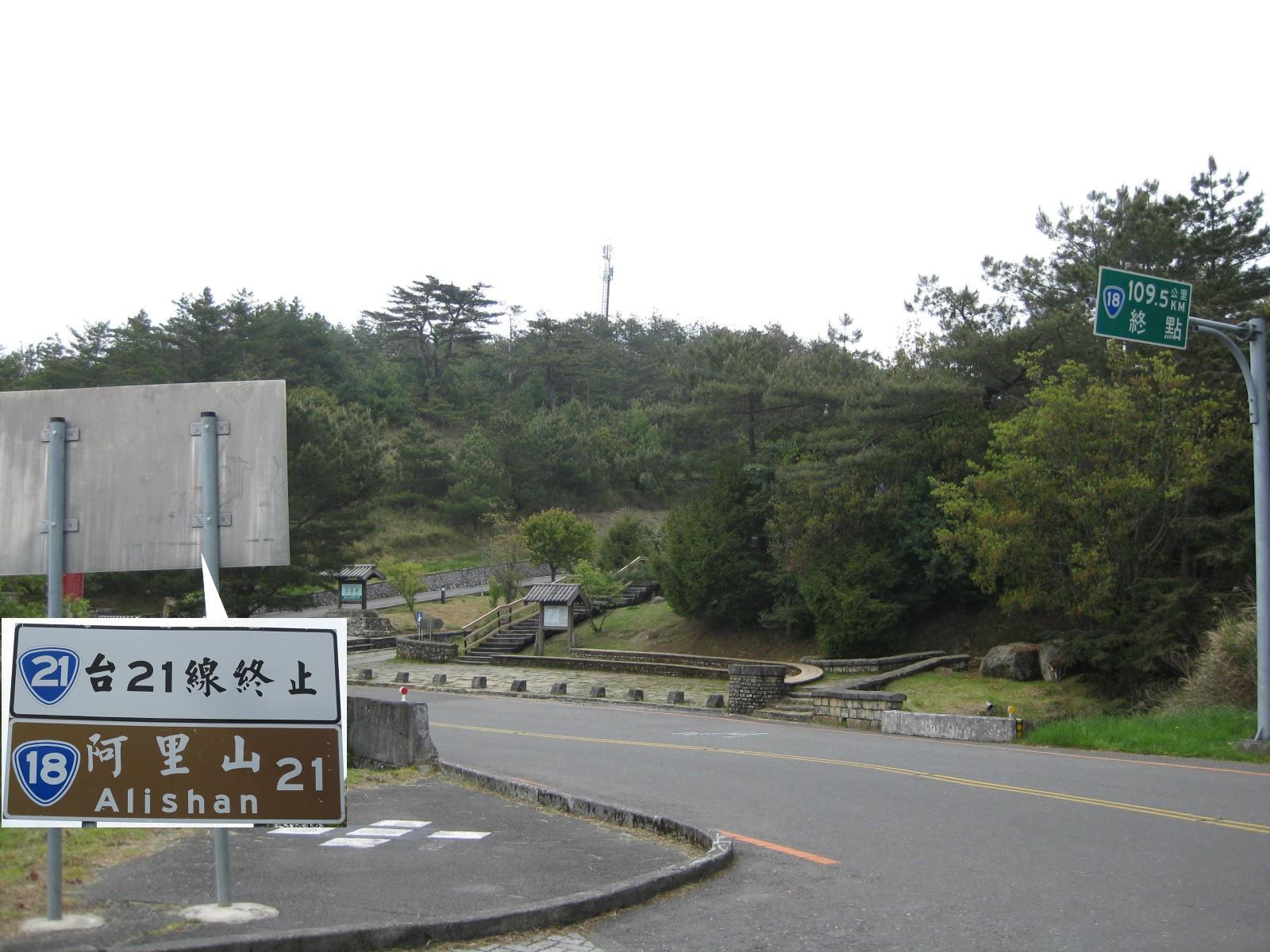
台18與台21線交會處的塔塔加遊憩區

新中橫公路水玉山{\displaystyle \rightarrow }線及嘉義玉山線由西進入國家公園後，於塔塔加交會。另有台20線（南橫公路）梅山段至埡口貫穿南部園區，此段長約30公里，另外通往東埔一鄰主要聯外道路為投60線鄉道，台30線則僅由玉里鎮通達東部園區之山風。除上述主要道路外，尚有七條林道。林道主要分布於園區之北、西及南側，供林務單位作森林防火、造林撫育使用。
步道方面，以八通關日治越道及南二段為東西及南北骨幹，有多條路線可供登山健行者選擇，部分路線需先申請才可進入。

## 外部連結
- 玉山國家公園 （页面存档备份，存于）
- 玉山國家公園的Facebook專頁